# 安禅寺
37°25′29″N 112°32′50″E / 37.42472°N 112.54722°E
安禅寺位于中国山西省晋中市太谷区明星镇旧城内西南隅安禅寺巷的太谷师范学校附属小学院内，2006年被列为第六批全国重点文物保护单位。

## 历史
安禅寺始建于唐大中十一年（857年），在武宗灭佛十余年之后佛教复兴之际。北宋咸平四年（1001年）、元延祐三年（1316年）、明嘉靖五年（1526年）、清道光十二年（1832年）、光绪三年（1877年）均曾重修。

## 建筑
安禅寺坐北朝南，现仅存藏经殿和后殿两座古建筑。
藏经殿为北宋原构，建于咸平四年（1001年），平面接近正方形，面阔、进深各三间（9.76米），单檐歇山顶。
后殿建于明代，面阔、进深各三间，单檐悬山顶。

## 保护
2006年5月25日，安禅寺公布为第六批全国重点文物保护单位，编号6-360，古建筑类，年代为宋至明。
- 藏经殿和后殿全景
- 藏经殿
- 藏经殿
- 藏经殿
- 藏经殿
- 后殿